# Enric III de França

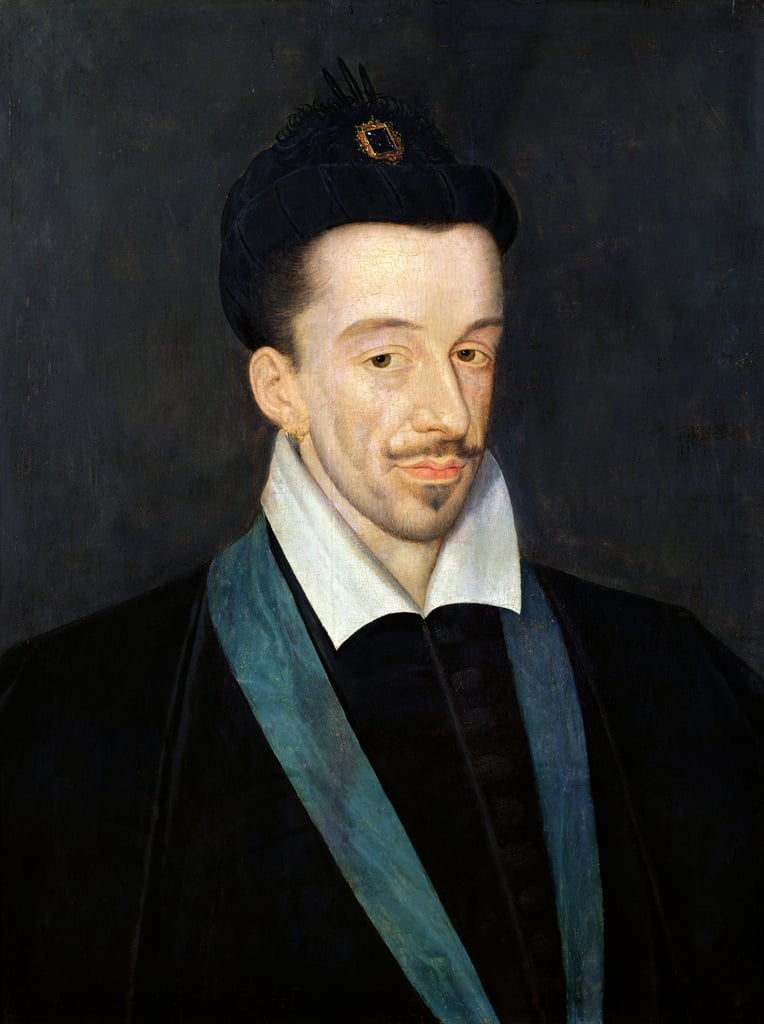
Enric III de França

Enric III de França (Fontainebleau, 19 de setembre del 1551 - Saint-Cloud, 2 d'agost del 1589) fou duc d'Angulema (1551-1574) duc d'Anjou (1566-1576); duc d'Orleans (1560-1574); rei de Polònia (1573-1574) i rei de França (1574-1589) i l'últim de la dinastia Valois.

## Orígens familiars
Nasqué al palau reial de Saint Germain-en-Laye sent fill del rei Enric II de França i la seva esposa Caterina de Mèdici. Era net per línia paterna del rei Francesc I de França i la princesa Clàudia de França, i per línia materna del duc Llorenç II de Mèdici i la comtessa Magdalena de La Tour. Era germà dels també reis Francesc II de França i Carles IX de França, els últims reis de la branca Valois-Angulema, de la dinastia Valois.

## Joventut
Fou batejat amb el nom d'Alexandre Eduard de Valois. El 1560 en morir el seu germà Francesc II de França, el seu altre germà Carles és nomenat rei i ell esdevé duc d'Angulema i duc d'Orleans. El 17 de març del 1564, després de la seva confirmació, adopta el nom d'Enric. El 1566 es converteix en duc d'Anjou.
Als setze anys la seva mare el nomenà lloctinent general del regne. Participà activament en les victòries catòliques de Jarnac i Moncontour sobre els hugonots durant les guerres de religió a França.

## Rei de Polònia

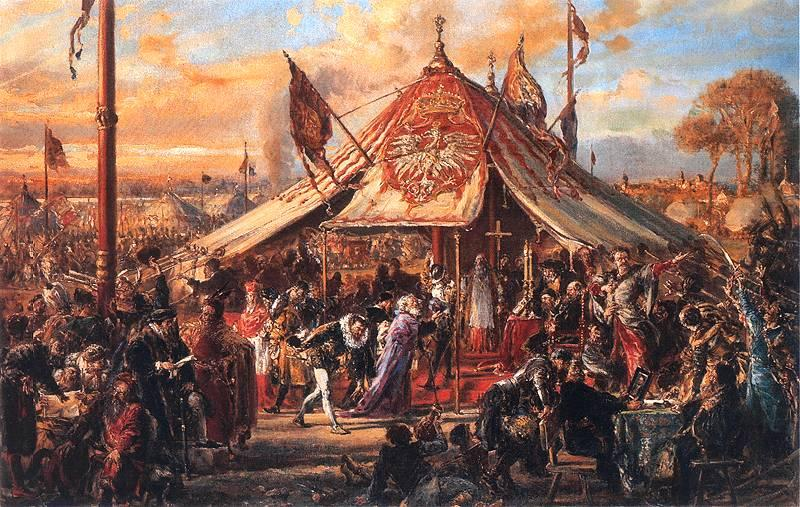
Elecció d'Enric de Valois, duc d'Anjou, com a rei de Polònia el 1573. Retrat de Jan Matejko

L'11 de maig del 1573 Enric de Valois és escollit rei de Polònia. Regnarà nominalment des del dia 24 de gener, dia en què arribà al país, fins al 18 de juny del 1574.
En aquesta època (1572-1575) tenia com a amant la cortesana Renata de Rieux, afer que li durà fins que el duc d'Anjou es casà.
Enric de Valois fou escollit rei de Polònia-Lituània en una època en la qual aquest regne passà una crisi successòria a la mort de Segimon II August de Polònia sense successió. Així entre el 1572 i el 1791 s'escolliren reis individuals per davant de dinasties regnants.

## Rei de França
El 30 de maig del 1574, a la mort del seu germà Carles IX, deixa Polònia i renuncia a la seva corona per accedir al tron de França. És coronat rei a Reims el 13 de febrer del 1575 amb el nom d'Enric III.

## Núpcies i descendents
Es casà el 15 de febrer del 1575 amb la duquessa Lluïsa de Lorena, filla del duc Nicolau de Mercoer i de Margarida d'Egmont. D'aquesta unió no tingué fills.

## Regnat

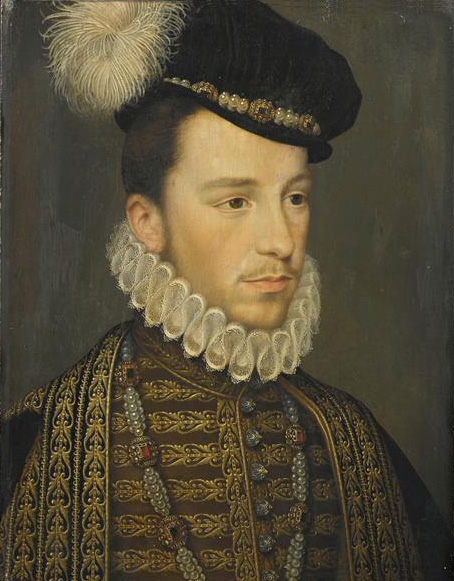
Enric de Valois, duc d'Anjou. Retrat de François Clouet (1570)

El seu regnat es caracteritza per les contínues guerres de religió a França, d'envergadura política i econòmica.
El 1560 signà l'edicte de Beaulieu pel qual feia concessions als hugonots. Això comportà que Enric I de Guisa, partidari del rei catòlic, extremés el seu ideari religiós i formés la Lliga Catòlica per tal de defensar els interessos catòlics. Aquesta unió aconseguí rescindir gran part de les concessions permeses a l'edicte anterior.
El 1584 la mort del germà més jove del rei, Francesc de França, duc d'Anjou, comportà que l'hereu de la corona esdevingués, a falta d'un fill d'Enric III, el rei Enric III de Navarra. Aquest era descendent de Lluís IX de França i cunyat d'Enric III pel seu casament amb Margarida de Valois. Aquesta, segons la llei sàlica vigent a França, no podia regnar. Però Enric de Navarra era protestant per la qual cosa, sota pressió del duc de Guisa, Enric III anul·là el dret d'Enric de Navarra al tron francès.
El duc de Guisa arribà a aconseguir molt de poder, per la qual cosa Enric III de França ordenà la seva mort el 23 de desembre de 1588, quan aquest conspirava contra el rei.
L'1 d'agost del 1589 Enric III de França morí assassinat pel dominic Jacques Clement, pertanyent a la Lliga, acabant amb ell la dinastia Valois. El seu cosí i cunyat Enric de Navarra regnarà amb el nom d'Enric IV de França, el qual fou el primer rei de la nova dinastia Borbó.
| Cronologia dels reis de França, reis dels Francesos i emperadors dels Francesos del 987 a 1870 |

| 987 | 987       | 996       | 996       | 1031      | 1031    | 1060    | 1060    | 1108    | 1108     | 1137     | 1137      | 1180      | 1180     | 1223     | 1223       | 1226       | 1226 |
|     | Hug Capet | Hug Capet | Robert II | Robert II | Enric I | Enric I | Felip I | Felip I | Lluís VI | Lluís VI | Lluís VII | Lluís VII | Felip II | Felip II | Lluís VIII | Lluís VIII |      |

| 1226 | 1226     | 1270     | 1270      | 1285      | 1285     | 1314     | 1314    | 1316    | 1316   | 1316   | 1316    | 1322    | 1322      | 1328      | 1328     | 1350     | 1350 |
|      | Lluís IX | Lluís IX | Felip III | Felip III | Felip IV | Felip IV | Lluís X | Lluís X | Joan I | Joan I | Felip V | Felip V | Carles IV | Carles IV | Felip VI | Felip VI |      |

| 1350 | 1350    | 1364    | 1364     | 1380     | 1380      | 1422      | 1422       | 1461       | 1461     | 1483     | 1483        | 1498        | 1498      | 1515      | 1515       | 1547       | 1547     | 1559     | 1559 |
|      | Joan II | Joan II | Carles V | Carles V | Carles VI | Carles VI | Carles VII | Carles VII | Lluís XI | Lluís XI | Carles VIII | Carles VIII | Lluís XII | Lluís XII | Francesc I | Francesc I | Enric II | Enric II |      |

| 1559 | 1559        | 1560        | 1560      | 1574      | 1574      | 1589      | 1589     | 1610     | 1610       | 1643       | 1643      | 1715      | 1715     | 1774     | 1774      | 1792      | 1792 |
|      | Francesc II | Francesc II | Carles IX | Carles IX | Enric III | Enric III | Enric IV | Enric IV | Lluís XIII | Lluís XIII | Lluís XIV | Lluís XIV | Lluís XV | Lluís XV | Lluís XVI | Lluís XVI |      |

| 1792 | 1792 | 1804 | 1804      | 1814      | 1814        | 1824        | 1824     | 1830     | 1830          | 1848          | 1848 | 1852 | 1852        | 1870        | 1870 |
|      | -    | -    | Napoleó I | Napoleó I | Lluís XVIII | Lluís XVIII | Carles X | Carles X | Lluís Felip I | Lluís Felip I | -    | -    | Napoleó III | Napoleó III |      |